# Ivan Solov'ëv
Ivan Vladimirovič Solov'ёv (in russo Иван Владимирович Соловьёв?; traslitterazione anglosassone: Ivan Vladimirovich Solovyov; Kaluga, 29 marzo 1993) è un calciatore russo, centrocampista del Bishkek City.

## Caratteristiche tecniche
Esterno sinistro o esterno destro, può giocare anche come terzino sinistro.

## Carriera

### Club
Ha giocato nella prima divisione dei campionati russo, finlandese, uzbeko e kirghiso.

### Nazionale
Ha giocato nelle nazionali giovanili russe Under-18, Under-19 ed Under-21.

## Palmarès

### Club

#### Competizioni nazionali
- Campionato russo: 1

Zenit San Pietroburgo: 2014-2015